# FK Spartak Soběslav
FK Spartak Soběslav je fotbalový klub ze Soběslavi, hrající Divizi A. Do té se klub probojoval v roce 2016. Domácí utkání odehrává na fotbalovém stadionu v Soběslavi.

## Historie
Klub vznikl v roce 1921, tehdy pod jménem SK Soběslav. Z počátku neměl klub stálé fotbalové hřiště, a tak svá utkání hrával na pronajatých hřištích. Teprve ve 40. letech získal tým vlastní hřiště, a mohl tak postupně rozšiřovat své aktivity. Významným předělem pro soběslavský sport a fotbal byl rok 1949, kdy se začal budovat sportovní areál na bývalých Solinách. Od roku 1954 tak mohli soběslavští fotbalisté používat jedno z prvních travnatých hřišť v Jihočeském kraji. Popovodních v roce 2002 byla zdejší dřevěná tribuna nahrazena novou. Opraveny byly i šatnové prostory a bylo vybudováno i hřiště s umělým povrchem. Soběslavský fotbal se pohyboval na úrovních krajských soutěží. Největší úspěch se udál v roce 2016, kdy se tým dokázal probojovat do Divize A. Další vylepšení zázemí proběhlo v roce 2024.

## Umístění v jednotlivých sezonách
| Česko (2016 – současnost) |                          |           |
| Sezóna                    | Liga                     | Pozice    |
| 2016/17                   | Přebor Jihočeského kraje | 1. místo  |
| 2017/18                   | Divize A                 | 7. místo  |
| 2018/19                   | Divize A                 | 7. místo  |
| ** 2019/20                | Divize A                 | 4. místo  |
| ** 2020/21                | Divize A                 | 10. místo |
| 2021/22                   | Divize A                 | 8. místo  |
| 2022/23                   | Divize A                 | 2. místo  |
| 2023/24                   | Divize A                 | 3. místo  |
| 2024/25                   | Divize A                 | 5. místo  |

Poznámky:
**= sezona předčasně ukončena z důvodu pandemie covidu-19